# Takeshi Honda
Takeshi Honda (jap. 本田武史 Honda Takeshi; ur. 23 marca 1981 w Kōriyama) – japoński łyżwiarz figurowy, startujący w konkurencji solistów. Dwukrotny uczestnik igrzysk olimpijskich (1998, 2002), dwukrotny mistrz (1999, 2003) i wicemistrz (2001, 2002) czterech kontynentów, dwukrotny brązowy medalista mistrzostw świata (2002, 2003) oraz sześciokrotny mistrz Japonii (1996, 1997, 2000, 2001, 2003, 2005).

## Osiągnięcia
| Zawody                                | 94–95          | 95–96          | 96–97          | 97–98          | 98–99          | 99–00          | 00–01          | 01–02          | 02–03          | 03–04          | 04–05          | 05–06          |                |                |                |                |                |
| Międzynarodowe                        | Międzynarodowe | Międzynarodowe | Międzynarodowe | Międzynarodowe | Międzynarodowe | Międzynarodowe | Międzynarodowe | Międzynarodowe | Międzynarodowe | Międzynarodowe | Międzynarodowe | Międzynarodowe | Międzynarodowe | Międzynarodowe | Międzynarodowe | Międzynarodowe | Międzynarodowe |
| ------------------------------------- | -------------- | -------------- | -------------- | -------------- | -------------- | -------------- | -------------- | -------------- | -------------- | -------------- | -------------- | -------------- | -------------- | -------------- | -------------- | -------------- | -------------- |
| Igrzyska olimpijskie                  |                |                |                | 15             |                |                |                | 4              |                |                |                |                |                |                |                |                |                |
| Mistrzostwa świata                    |                | 13             | 10             | 11             | 6              | 10             | 5              | 3              | 3              |                | WD             |                |                |                |                |                |                |
| Mistrzostwa czterech kontynentów      |                |                |                |                | 1              | 5              | 2              | 2              | 1              | WD             |                |                |                |                |                |                |                |
| GP Finał Grand Prix                   |                |                |                |                |                |                |                | 5              |                |                |                |                |                |                |                |                |                |
| GP Trophée Lalique                    |                |                |                |                |                |                |                |                | 3              |                |                |                |                |                |                |                |                |
| GP NHK Trophy                         |                | 4              | 9              | 6              | 2              | 6              | 4              | 1              | 2              |                | 7              | 9              |                |                |                |                |                |
| GP Skate America                      |                |                | 6              | 7              |                |                |                | 2              |                | 2              |                |                |                |                |                |                |                |
| GP Skate Canada International         |                |                | 9              |                | 5              | 3              | 5              |                | 1              | 3              | 7              | 4              |                |                |                |                |                |
| GP Sparkassen Cup on Ice              |                |                |                |                |                |                |                | 5              |                |                |                |                |                |                |                |                |                |
| Nebelhorn Trophy                      |                | 1              |                |                |                |                |                |                |                |                |                |                |                |                |                |                |                |
| Zimowe igrzyska azjatyckie            |                |                |                |                |                |                |                |                | 1              |                |                |                |                |                |                |                |                |
| Igrzyska dobrej woli                  |                |                |                |                | 6              |                |                | 6              |                |                |                |                |                |                |                |                |                |
| Międzynarodowe: Kategorie młodzieżowe |                |                |                |                |                |                |                |                |                |                |                |                |                |                |                |                |                |
| Mistrzostwa świata juniorów           |                | 2              |                |                |                |                |                |                |                |                |                |                |                |                |                |                |                |
| Krajowe                               |                |                |                |                |                |                |                |                |                |                |                |                |                |                |                |                |                |
| Mistrzostwa Japonii                   |                | 1              | 1              |                |                | 1              | 1              |                | 1              |                | 1              | 5              |                |                |                |                |                |
| Mistrzostwa Japonii juniorów          | 5              | 1              |                |                |                |                |                |                |                |                |                |                |                |                |                |                |                |